# St Ninian’s Church (Bridge of Tynet)

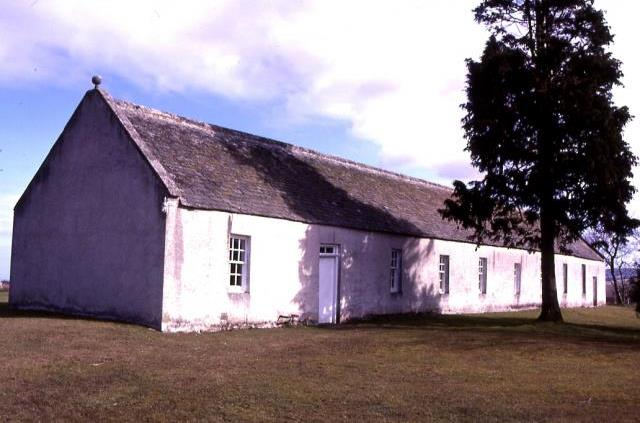
St Ninian’s Church

Die St Ninian’s Church, auch Tynet Chapel, ist ein römisch-katholisches Kirchengebäude nahe der Ortschaft Bridge of Tynet in der schottischen Council Area Moray. 1971 wurde das Bauwerk in die schottischen Denkmallisten zunächst in der Kategorie B aufgenommen. Die Hochstufung in die höchste Denkmalkategorie A erfolgte 1988.

## Geschichte
Nach der Reformation in Schottland wurden römisch-katholischen Gemeinden mit Argwohn, teils mit Feindseligkeit begegnet. Am Standort befand sich ein älteres Kirchengebäude, das von Soldaten 1725 oder 1728 zerstört und die Gemeinde vertrieben wurde. Der lokale Gordon-Laird stellte der Gemeinde daraufhin eine Scheune als Behelfskapelle zur Verfügung, die bis 1746 genutzt wurde. Diese zerstörten englische Truppen, die von der Schlacht bei Culloden heimkehrten.
Die heutige St Ninian’s Church entstand im Jahre 1755 und gilt damit als früheste, bis heute genutzte katholische Kirche nach der Reformation in Schottland. Der lokale Laird ließ das Gebäude vorgeblich als Schafstall errichten, woraus sich auch die schlichte, an ein landwirtschaftliches Gebäude erinnernde Gestaltung ergibt. Zweck des Gebäudes war jedoch die Nutzung als versteckte Kirche. Um die Gemeinde möglichst unauffällig zusammentreten zu lassen, wurden Messen teils des Nachts gelesen und der Geistliche verkleidete sich als Landwirt.
Der ursprünglich reetgedeckte Bau wurde 1787 erweitert und ausgebaut, wobei auch Schieferschindeln der älteren Kapelle wiederverwendet wurden. Abermals im frühen 20. Jahrhundert sowie 1951 wurde die St Ninian’s Church restauriert.

## Beschreibung
Die St Ninian’s Church steht am Waldrand weniger hundert Meter südwestlich von Bridge of Tynet. Das schlichte längliche Gebäude ist einstöckig ausgeführt und zehn Achsen weit. Seine Fassaden sind mit Harl verputzt, wobei Nautursteinrahmungen abgesetzt sind. Das Eingangsportal befindet sich auf der vorletzten Achse an der Südwestseite. Des Weiteren ist die Sakristei über eine Tür an der Südostseite zugänglich. Entlang der Nordfassade sind acht Fenster eingelassen; meist zwölfteilige Sprossenfenster. Das Satteldach ist mit Schiefer aus Banffshire eingedeckt. Der Ostgiebel schließt mit einer Kugel.